# Madeleine (Vorname)
Madeleine ist die französische Form des weiblichen Vornamens Magdalena. In dieser Form findet er auch im englischen Sprachraum teilweise Verwendung.

## Namensträgerinnen
- Madeleine von Frankreich (1520–1537), Königin von Schottland
- Madeleine von Schweden (* 1982), die jüngste Tochter von König Carl XVI. Gustaf von Schweden und Königin Silvia
- Madeleine Albright (1937–2022), US-amerikanische Politikerin
- Madeleine Arthur (* 1997), kanadische Schauspielerin
- Madeleine Bourdouxhe (1906–1996), belgische Schriftstellerin
- Madeleine Carroll (1906–1987), britische Schauspielerin
- Madeleine Cusack (1995–2023), englische Fußballspielerin
- Madeleine Delbrêl (1904–1964), französische Schriftstellerin und katholische Mystikerin
- Madeleine Des Roches (1520–1587), französische Schriftstellerin und Salonnière
- Madeleine Egle (* 1998), österreichische Rennrodlerin
- Madeleine Fischer (1935–2020), Schweizer Filmschauspielerin
- Madeleine Giese (* 1960), deutsche Schauspielerin, Hörspiel-, Bühnen- und Romanautorin
- Madeleine Herren-Oesch (* 1956), Schweizer Historikerin
- Madeleine Leininger (1925–2012), US-amerikanische Professorin für Krankenpflege
- Madeleine Marion (1929–2010), französische Schauspielerin
- Madeleine Östlund (* 1992), schwedische Handballspielerin
- Madeleine Ozeray (1908–1989), belgisch-französische Schauspielerin
- Madeleine Peyroux (* 1974), US-amerikanische Chanson-Jazz-Sängerin und Songwriterin
- Madeleine Riffaud (1924–2024), französische Dichterin, Journalistin, Kriegsberichterstatterin, Mitglied der französischen Résistance
- Madeleine Rolland (1872–1960), französische Übersetzerin und Pazifistin
- Madeleine Sauveur (1951–2023), deutsche Kabarettistin
- Madeleine Schickedanz (* 1943), deutsche Unternehmerin
- Madeleine de Scudéry (1607–1701), französische Schriftstellerin des Barock
- Madeleine Sims-Fewer, kanadisch-britische Filmschauspielerin und Filmregisseurin
- Madeleine Stowe (* 1958), US-amerikanische Schauspielerin
- Madeleine Stolze (* 1963), deutsche Synchronsprecherin
- Madeleine Thien (* 1974), kanadische Schriftstellerin
- Madeleine Vernet (1878–1949), französische Pazifistin, Erzieherin und Feministin
- Madeleine Vester (* 1954), deutsche Theater-, Film- und Fernsehschauspielerin
- Madeleine Vionnet (1876–1975), französische Modeschöpferin
- Madeleine Wuilloud (* 1946), schweizerische Skirennläuferin
- Madeleine Wehle (* 1968), deutsche Fernsehmoderatorin
- Madeleine West (* 1979), australische Schauspielerin